# Metal líquido

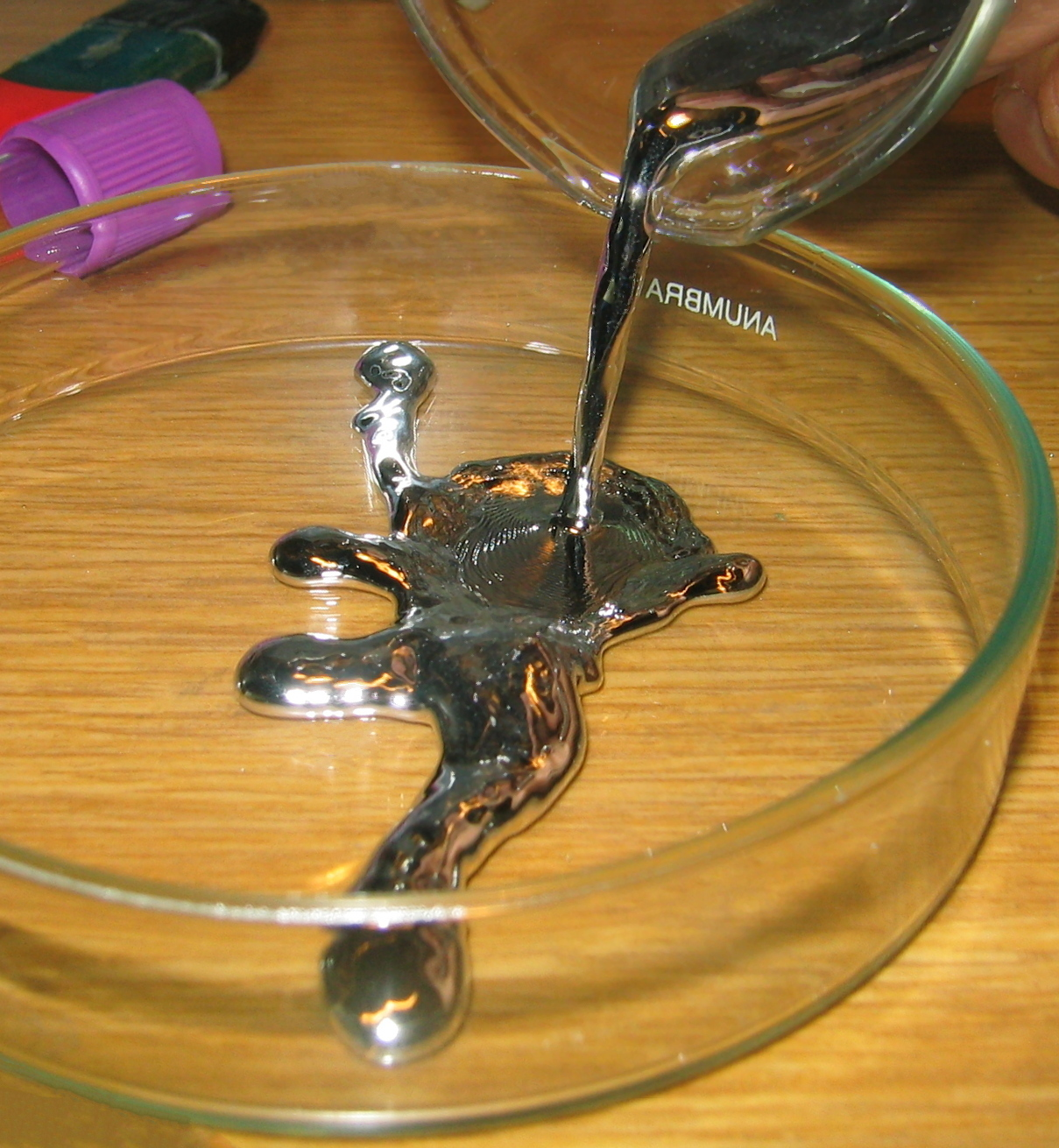
O mercúrio é um líquido à temperatura ambiente.

O metal líquido é um metal ou uma liga metálica em estado líquido à temperatura ambiente ou próximo dela.
O único metal elementar líquido estável à temperatura ambiente é o mercúrio (Hg), que é fundido acima de −38,8°C. Três metais elementares mais estáveis derretem logo acima da temperatura ambiente: césio (Cs), que tem um ponto de fusão de 28,5°C; gálio (Ga) a 30°C; e rubídio (Rb) a 39°C. O metal radioativo, frâncio, é provavelmente o líquido mais próximo à temperatura ambiente. Os cálculos prevêem que os metais radioativos copernício (Cn) e fleróvio (Fl) também devem ser líquidos à temperatura ambiente.
As ligas podem ser líquidas se formarem um eutético, o que significa que o ponto de fusão da liga é menor do que qualquer um dos metais constituintes da liga. O metal padrão para a criação de ligas líquidas costumava ser o mercúrio, porém as ligas à base de gálio, que são mais baixas tanto em pressão de vapor à temperatura ambiente quanto em toxicidade, estão sendo usadas como substituto em várias aplicações.

## Condutividade térmica e elétrica
Os sistemas de liga que são líquidos à temperatura ambiente têm condutividade térmica muito superior aos líquidos não metálicos comuns, permitindo que o metal líquido transfira eficientemente a energia da fonte de calor para o líquido. Possuem também uma maior condutividade elétrica que permite que o líquido seja bombeado de forma mais eficiente, por meio de bombas eletromagnéticas. Isso resulta no uso desses materiais para aplicações específicas de condução e/ou dissipação de calor.